# Lista de personagens de Chrono Trigger
Esta lista contém personagens de Chrono Trigger, um  RPG eletrônico lançado em 1995 pela Square Enix para o Super Nintendo Entertainment System. Em consonância com o tema de viagem no tempo explorado no enredo do jogo, os personagens são oriundos de diferentes eras da história, indo da pré-história ao futuro pós-apocalíptico.

## Criação e influências
Akira Toriyama desenhou os personagens de Chrono Trigger com base em esboços fornecidos pelo roteirista Masato Kato. A equipe de desenvolvimento tinha o objetivo de criar um elenco diversificado que representasse as várias eras visitadas pelo jogador. Durante o processo de desenvolvimento das mecânicas de batalha, decidiram incluir um personagem jogável que fosse distinto de humanos e robôs.
Kato elaborou esboços para oito personagens jogáveis, incluindo um protagonista masculino, a filha de um rei das fadas, um robô de estanho, um homem-monstro, uma jovem inventora, um rei demônio, uma garota primitiva e um velho sábio. Além disso, foram considerados personagens de porco e macaco. Toriyama retrabalhou seis das ideias iniciais, descartando o personagem do antigo sábio e substituindo o homem-monstro por um homem-sapo.
Além da obra de arte para o elenco principal, Toriyama desenhou os personagens não jogáveis e os monstros do jogo, embora Hironobu Sakaguchi tenha contribuído com a ideia do robô cantor Gato. A equipe de desenvolvimento estudou todos os desenhos que Toriyama fez para o jogo e tentou ser tão fiel ao seu estilo alegre quanto possível. Em particular, nomes humorísticos foram escolhidos para vários personagens. A equipe notou que esse tipo de humor teria sido impossível na série Final Fantasy. Alguns dos nomes usados na localização em inglês do jogo foram inspirados em personagens bíblicos, incluindo Belthasar, Gaspar, Melchior e Magus. No entanto, Kato não tinha especialmente em mente a Bíblia ao escrever a história e não estava ciente dos nomes criados pelo tradutor Ted Woolsey.

## Protagonistas

### Crono
Crono (クロノ, Kurono) é o protagonista do jogo. Mora com sua mãe em Truce, um vilarejo governado pelo reino de Guardia, em 1000 A.D. O encontro acidental que tem com Marle inicia sua aventura para salvar o mundo. Em 12.000 B.C., quando o grupo confronta-se com Lavos em um palácio subterrâneo do reino de Zeal, Crono sacrifica-se para salvar seus amigos. Mais tarde, o grupo pode revivê-lo. Suas falas nunca são exibidas, apenas sugeridas através de gestos e reações do personagem. Crono utiliza uma katana como arma, e após adquirir habilidade mágica, suas técnicas tornam-se orientadas ao uso de raios eléctricos.

### Lucca
Lucca (ルッカ, Rukka) é amiga de infância de Crono. Valendo-se de sua inteligência e criatividade, Lucca inventou um teletransportador de curto alcance. Este dispositivo fez com que Marle voltasse no tempo, levando inevitavelmente ao início do jogo. Lucca é diretamente responsável pelo recrutamento de outro personagem no jogo - Robo, a quem ela encontra e conserta no futuro. Na cena de FMV do final das versões PlayStation e Nintendo DS, é visto que Lucca eventualmente criou um mini-robô modelado após Robo. Na mesma cena, Lucca encontra uma criança com um pingente e a leva consigo. Essa criança é revelada como Kid, filha-clone de Schala e protagonista feminina na continuação de Chrono Trigger, Chrono Cross.

### Marle
Marle (マール, Māru) é a princesa rebelde de Guardia. Seu nome verdadeiro é Nadia (Marudia na versão japonesa), e ela vive em pé-de-guerra com seu pai, o rei, no ano de 1000 A.D. Entediada da vida no castelo, ela foge para uma feira comemorativa em Truce. Lá, encontra Crono e experimenta o teletransportador de Lucca, que a envia ao ano de 600 A.D., onde ela é confundida com a desaparecida Rainha Leene (sua ancestral). Isso faz com que a busca pela verdadeira rainha termine, criando um paradoxo que destrói a existência de Marle até que Crono e Lucca revertam-no, ao encontrar e salvar a verdadeira rainha. Ela usa uma besta como arma, e após adquirir habilidades mágicas, aprende a utilizar técnicas de gelo e de cura.

### Frog
Frog (カエル, Kaeru) é um guerreiro de Guardia em 600 A.D., cujo verdadeiro nome é Glenn. Ele era escudeiro de Cyrus, um "Cavaleiro da Tavola Quadrada" ("Cavaleiro de Guardia" na versão DS). Glenn testemunhou o assassinato de Cyrus por Magus e foi transformado em um sapo antropomórfico. Frog dedica sua vida a proteger a rainha Leene e deseja vingar Cyrus, matando Magus. Ele é o verdadeiro portador da Masamune, uma antiga e lendária espada, maior fraqueza de Magus. Frog pode posteriormente dar descanso ao fantasma de Cyrus, e tem a oportunidade tanto de vencer Magus quanto de se aliar a ele. Se Frog combate e vence Magus, ele se tornará humano novamente ao fim do jogo. Frog usa uma espada larga e pode aprender a usar magias de água.

### Robo
Robo (ロボ, Robo) é um robô criado para auxiliar humanos em Proto Dome. Ele é encontrado desativado e danificado, e é consertado por Lucca. Após reativação, une-se à equipe. Seu nome real é Prometheus. Ele usa seu braço robótico como arma e não utiliza magia (embora seja equipado com armas laser, cujo dano é similar ao de magias do tipo "sombra"). O alter-ego de Robo, Prometeu, é uma referência ao deus grego que foi punido por Zeus por dar o fogo ao homem. Em uma aventura opcional, Robo é punido por sua criadora, Mother Brain, por ter simpatia pelos humanos. Ele descobre então que, na verdade, foi criado para ajudar a destruí-los, mas renega sua função original e destrói seus criadores.  Em Chrono Cross, Robo aparece como o "Circuito Prometheus" pertencente ao computador FATE, mas é destruído por ele, por não desempenhar funções contra os humanos.

### Ayla
Ayla (エイラ, Eira) é a chefe da tribo Ioka em 65.000.000 B.C. Seu povo está em guerra constante com uma raça evoluída e inteligente de répteis antropomórficos da era pré-histórica. Depois que Lavos atinge o planeta, a poeira do choque lançada na atmosfera bloqueia o sol, o que causa o surgimento de uma era glacial e a extinção dos Reptites. Após o ocorrido, passa a acompanhar o grupo de Crono. Ayla não pode usar magias porque nasceu antes do surgimento do reino de Zeal. Ao invés disso, ela utiliza seus punhos como armas e se vale de habilidades físicas como técnicas. O nome "Ayla" pode ser uma referência à série Earth's Children de Jean Auel, cuja protagonista também é uma garota alta, loira e de olhos azuis chamada Ayla.

### Magus
Magus (魔王, Maō) é o líder dos Mystics em 600 A.D. Antagonista da equipe por uma grande parte do jogo, Magus mais tarde se revela como a versão adulta de Janus, o jovem príncipe de Zeal de 12,000 B.C. Após um encontro com Lavos quando criança, ele é enviado através de um portal para 600 A.D., onde é adotado pelos Mystics e se torna seu líder. Após a destruição de Zeal, o jogador pode escolher entre matar Magus ou poupá-lo, deixando que o mesmo se junte ao grupo. Magus luta usando uma foice, assim como uma combinação de todos os tipos de magia, primariamente do tipo Sombra. Ao contrário dos outros personagens, ele não aprende técnicas em conjunto com outros e precisa de amuletos para isso.
Na versão de Nintendo DS de Trigger, Magus descobre que Schala se fundiu com Lavos criando um monstro conhecido como Dream Devourer (que em Chrono Cross evolui para "Time Devourer"). Após ser incapaz de libertar a irmã, é enviado para uma época e local distante, onde decide descartar suas memórias em um ato de desespero. Mesmo esquecido, Magus sente que deve se lembrar do que gostaria de encontrar. Isso é uma alusão ao personagem Magil de Radical Dreamers, que é revelado como Magus disfarçado, bem como Guile de Chrono Cross, diretamente inspirado por Magil.

## Personagens não-jogáveis

### Schala
Schala (サラ, Sara) é a princesa do Reino de Zeal, no ano de 12.000 B.C., filha da Rainha Zeal e irmã de Janus. Tem uma índole muito humilde e generosa e é uma das poucas que não discrimina os habitantes de Algetty por sua incapacidade de manipular magias.
Num incidente envolvendo Lavos, para salvar os heróis do jogo, ela desaparece sem deixar vestígios.
No jogo Chrono Cross, o destino de Schala é revelado. Ela foi enviada à "escuridão além do tempo", onde mais tarde Lavos é enviado após sua derrota. Lavos corrompe Schala e se funde a ela criando uma nova forma de vida chamada Time Devourer, a qual tem como objetivo devorar todo o espaço e tempo.
Antes que sua mente seja totalmente corrompida por Lavos, Schala ouve os prantos de Serge, uma criança prestes a morrer. Comovida, ela salva Serge e ainda cria uma clone de si mesma, que envia de volta à Terra. Sua esperança é a de que Serge e sua clone, posteriormente chamada Kid, ajudem a libertá-la de sua fusão com Lavos.

### Lavos
Lavos (ラヴォス Ravosu) é um  parasita alienígena que serve como principal antagonista de Chrono Trigger. Os protagonistas descobrem sobre sua existência no futuro pós-apocalíptico de 2300 A.D., ao verem um registro em vídeo do "Dia de Lavos" em 1999 A.D., quando a criatura emergiu do subsolo e devastou o planeta com uma chuva de espinhos e fogo.
Lavos caiu do espaço no ano 65.000.000 B.C., sendo batizado por Ayla com um nome que significa "Grande Fogo". Seu impacto sobre o planeta resultou em uma era glacial que extinguiu boa parte da vida existente então, em especial os saurídeos inteligentes Reptites. Após a colisão, Lavos começou a escavar seu caminho pelo subsolo para se nutrir das forças do planeta, no período influenciando a evolução da vida na superfície e as tecnologias humanas. Em 12.000 B.C., o Reino de Zeal descobriu sobre Lavos e decidiu tornar-se poderoso drenando seu poder com uma máquina conhecida como Mammon Machine. Sua ativação causou o despertar de Lavos, que destruiu Zeal e criou uma distorção temporal que mandou Os Gurus e o príncipe Janus para o futuro antes de voltando a imergir para as profundezas. Nos milênios seguintes, só apareceu em 600 A.D., quando Janus, agora conhecido por Magus, tentou conjurar Lavos em tentativa de destruí-lo, mas acaba sendo interrompido pelos personagens do jogo.
Em 1.999 A.D., Lavos despertou e destruiu o planeta, com o local de sua ascensão sendo conhecido no futuro distópico como Death Peak. Lá são encontrados  descendentes de Lavos que colonizarão outros planetas. Depois que a turma de aventureiros descobre a viagem no tempo e o destino da humanidade,  começa a viajar pelas eras a fim de destruir Lavos e criar um novo futuro. Uma vez Lavos destruído, um dos vários finais de Chrono Trigger é mostrado.
Radical Dreamers e Chrono Cross tem como uma das forças impulsionadoras da trama um pedaço de Lavos conhecido por Frozen Flame. Cross também revela que após sua derrota Lavos foi enviado para uma distorção temporal chamada Escuridão Além do Tempo-Espaço onde já se encontrava Schala, levando à criação da entidade conhecida como Time Devourer.

### Rainha Zeal
Zeal (ジール, Jīru) é uma rainha sedenta por poder de 12000 B.C. que tentou controlar Lavos e absorver seus poderes. Apesar da devoção de Zeal a seu plano beirar a obsessão e a insanidade, certos diálogos do jogo sugerem que antes de descobrir o potencial de Lavos, ela era uma pessoa justa. Isso se reflete pelo amor incondicional de Schala pela mãe e pelos gurus, que a veem como uma vítima e não como vilã.
Ela torna-se a comandante do próspero Reino de Zeal depois que seu marido morre e a deixa com dois filhos: sua filha Schala (a mais velha) e seu filho Janus. Com o tempo, ela começa a ficar corrupta e ambiciosa devido à influência de Lavos. Ela usa sua filha para controlar a Máquina Mammon, que é usada para se extrair energia de Lavos do fundo do oceano. Esse poder de Lavos a domina por completo, fazendo-a agir em prol de Lavos. Depois do evento nomeado Queda de Zeal, a Rainha Zeal passa a morar no misterioso Black Omen, uma espécie de castelo-montanha flutuante, e passa a ser eterna.

### Dalton
O conselheiro geral e de alto escalão de Zeal, Dalton é retratado como um personagem incompetente, uma vez que quebra a quarta parede quando se queixa sobre a música errada ao tocar no fundo. Ele não é inteiramente leal à Rainha Zeal, ele quer ter o poder de Lavos para si mesmo, Dalton tem um exército de Golems que ele usa para atacar os protagonista. Ele também usa o avião, The Blackbird, como uma fortaleza voadora. Após o surgimento do Ocean Palace e o desaparecimento da família real de Zeal, Dalton se declara como o novo rei da Idade das Trevas. Ele abduziu os protagonistas pouco depois da morte de Crono e os aprisiona em The Blackbird. Ele também é responsável por modificar The Epoch com a capacidade de voar para seus próprios propósitos. Em última análise, Dalton desaparece por acidente em um portal que ele mesmo abriu. No remake do DS, Dalton mais tarde ressurge no Dimensional Vortex e ataca os protagonistas mais uma vez. Quando derrotado, ele se vinga e desaparece novamente depois de declarar que ele elevará o maior exército do mundo em Porre e derrotará Guardia. Uma silhueta é vista brevemente durante o ataque no Castelo da Guardia no final da FMV das versões PlayStation e DS do jogo e Masato Kato afirmou que os exércitos de Porre receberam assistência de "além do fluxo regular de tempo" em sua invasão De Guardia, o que força ainda mais que Dalton realmente ajudou Porre.

### Os Gurus
Os Gurus da Vida (Melchior), o Tempo (Gaspar) e a Razão (Balthasar) são três figuras de autoridade altamente inteligentes que originalmente viviam no Reino de Zeal em 12000 a.C. Seus nomes japoneses originais são Gasch (ガ ッ シ ュ? Gasshu), Hash (ハ ッ シ ュ? Hasshu) e Bosch (ボ ッ シ ュ? Bosshu). Seus nomes ingleses são tirados dos nomes tradicionais dados aos Magos que trouxeram presentes de ouro, incenso e mirra ao filho Jesus. Quando a Rainha Zeal ficou obcecado por aproveitar a energia de Lavos, os Gurus tentaram detê-la, o que resultou em Lavos enviando cada um deles para diferentes épocas do futuro: Melchior para 1000 d.C., Belthasar para 2300 d.C. e Gaspar até o fim de tempo.
O jogador encontra os Gurus em suas eras respectivas ou em 12000 a.C. e recebe itens valiosos e conselhos deles.

#### Melchior
A principal criação de Melchior é a Espada Masamune, que tem uma relação simbiótica com criaturas mágicas gêmeas, denominados Masa e Mune (conhecidas no Japão como Gran (グ ラ ン? Guran) e Leon (リ オ ン? Rion)). Os dois têm uma "grande irmã" chamada Doreen, que gosta de sonhar.

#### Gaspar
A principal criação de Gaspar é o "Ovo do Tempo", também conhecido como "Chrono Trigger", um item misterioso capaz de milagres efetivos. Gaspar vive no fim dos tempos com Spekkio (ス ペ ッ キ オ? Supekkio), o autoproclamado "Mestre da Guerra".

#### Balthasar
Balthasar vive nas terras baixas do ano 2300 e sua principal criação é a Epoch, uma máquina que viaja em horário que funciona de forma independente dos portais.

## Outras aparições

### EmRadical Dreamers
Magus aparece em Radical Dreamers como Gil, um membro sombrio e bonito do grupo de ladrões Radical Dreamers. Ele é descrito como mascarado e misterioso, embora gentil e culto. Ele tem a capacidade de entrar e sair das sombras da noite à vontade. No jogo, o destino de Schala é explicado como ela é reencarnada na atualidade como uma garota chamada Kid. Gil é mencionado em Chrono Cross em um easter egg que designa os eventos de Radical Dreamers como tendo ocorrido em uma dimensão alternativa. Na versão inglesa deste easter egg, Gil é referido como "Magil".

### EmXenogears
No início do Xenogears, Lucca tem uma breve aparição na Lahan Village, na qual ela dá um tutorial sobre os fundamentos do sistema de batalha do jogo e explica os pontos de salvar para Fei.

### Em outras mídias
Gaspar e Johnny aparecem no jogo de tabuleiro Koi Ha Balance: Battle of Lovers lançada no sistema Satellaview. O anime promocional Dimensional Adventure Numa Monjar centra-se na aventura de um Kilwala e um Nu (ヌ ゥ), um tipo misterioso de criatura que em Chrono Trigger foi encontrado em todos os períodos de tempo, geralmente dormindo. Gato e Johnny também aparecem em Dimensional Adventure Numa Monjar.

## Recepção
A GamePro classificou Lavos como o 34º vilão mais diabólico de todos os tempos. O IGN classificou Lavos em 75º lugar nos "Top 100 Vilões de Videogames" dizendo "Apesar da vitória de Crono, ser o perpetrador da aniquilação da humanidade e ao mesmo tempo cochilar faz de Lavos um bom candidato para os 100 Maiores Vilões, você não acha?". Magus também ficou em 52º lugar.